# Campeonato Mundial de Atletismo em Pista Coberta de 2004
O Campeonato Mundial de Atletismo em Pista Coberta de 2004 foi a 11ª edição da competição, e ocorreu entre 5 e 7 de março de 2004 no Budapest Sports Arena em Budapeste, Hungria.

## Medalhistas

### Masculino
| Evento                      | Ouro                                                                        | Ouro      | Prata                                                                    | Prata     | Bronze                                                         | Bronze    |
| 60m detalhes                | GBR Jason Gardener                                                          | 6s49      | USA Shawn Crawford                                                       | 6s52      | GRE Georgios Theodoridis                                       | 6s54      |
| 200m detalhes               | BAH Dominic Demeritte                                                       | 20s66     | SWE Johan Wissman                                                        | 20s72     | GER Tobias Unger                                               | 21s02     |
| 400m detalhes               | GRN Alleyne Francique                                                       | 45s88     | JAM Davian Clarke                                                        | 45s92     | COD Gary Kikaya                                                | 46s30     |
| 800m detalhes               | RSA Mbulaeni Mulaudzi                                                       | 1m45s71   | BHR Rashid Ramzi                                                         | 1m46s15   | BRA Osmar dos Santos                                           | 1m46s26   |
| 1500m detalhes              | KEN Paul Korir                                                              | 3m52s31   | UKR Ivan Heshko                                                          | 3m52s34   | KEN Laban Rotich                                               | 3m52s93   |
| 3000m detalhes              | KEN Bernard Lagat                                                           | 7m56s34   | POR Rui Silva                                                            | 7m57s08   | ETH Markos Geneti                                              | 7m57s87   |
| 60m com barreiras detalhes  | USA Allen Johnson                                                           | 7s36      | CHN Liu Xiang                                                            | 7s43      | JAM Maurice Wignall                                            | 7s48      |
| 4x400m detalhes             | JAM Jamaica Gregory Haughton Leroy Colquhoun Michael McDonald Davian Clarke | 3:05.21   | RUS Rússia Dmitriy Forshev Boris Gorban Andrey Rudnitskiy Aleksandr Usov | 3:06.23   | IRL Irlanda Robert Daly Gary Ryan David Gillick David McCarthy | 3:10.44   |
| Salto em distância detalhes | USA Savanté Stringfellow                                                    | 8,40 m    | JAM James Beckford                                                       | 8,31 m    | RUS Vitaliy Shkurlatov                                         | 8,28 m    |
| Salto triplo detalhes       | SWE Christian Olsson                                                        | 17,83 m   | BRA Jadel Gregório                                                       | 17,43 m   | CUB Yoandri Betanzos                                           | 17,36 m   |
| Salto em altura detalhes    | SWE Stefan Holm                                                             | 2,35 m    | RUS Yaroslav Rybakov                                                     | 2,32 m    | ROU Ştefan Vasilache JAM Germaine Mason CZE Jaroslav Bába      | 2,25 m    |
| Salto com vara detalhes     | RUS Igor Pavlov                                                             | 5,80 m    | CZE Adam Ptácek                                                          | 5,70 m    | UKR Denys Yurchenko                                            | 5,70 m    |
| Arremesso de peso detalhes  | USA Christian Cantwell                                                      | 21,49 m   | USA Reese Hoffa                                                          | 21,07 m   | DEN Joachim Olsen                                              | 20,99 m   |
| Heptatlo detalhes           | CZE Roman Šebrle                                                            | 6438 pts. | USA Bryan Clay                                                           | 6365 pts. | RUS Lev Lobodin                                                | 6203 pts. |

### Feminino
| Evento                      | Ouro                                                                           | Ouro      | Prata                                                                      | Prata     | Bronze                                                           | Bronze    |
| 60m detalhes                | USA Gail Devers                                                                | 7s08      | BEL Kim Gevaert                                                            | 7s12      | BLR Yulia Nestsiarenka                                           | 7s12      |
| 200m detalhes               | BLR Natallia Safronnikava                                                      | 23s13     | RUS Svetlana Goncharenko                                                   | 23s15     | AUT Karin Mayr-Krifka                                            | 23s18     |
| 400m detalhes               | RUS Natalya Nazarova                                                           | 50s19     | RUS Olesya Forsheva                                                        | 50s65     | BAH Tonique Williams-Darling                                     | 50s87     |
| 800m detalhes               | MOZ Maria de Lurdes Mutola                                                     | 1m58s50   | SLO Jolanda Čeplak                                                         | 1m58s72   | GBR Joanne Fenn                                                  | 1m59s50   |
| 1500m detalhes              | ETH Kutre Dulecha                                                              | 4m06s40   | CAN Carmen Douma-Hussar                                                    | 4m08s18   | RUS Gulnara Samitova-Galkina                                     | 4m08s26   |
| 3000m detalhes              | ETH Meseret Defar                                                              | 9m11s22   | ETH Berhane Adere                                                          | 9m11s43   | USA Shayne Culpepper                                             | 9m12s15   |
| 60m com barreiras detalhes  | CAN Perdita Felicien                                                           | 7s75      | USA Gail Devers                                                            | 7s78      | FRA Linda Ferga-Khodadin                                         | 7s82      |
| 4x400m detalhes             | RUS Rússia Olesya Krasnomovets Olga Kotlyarova Tatyana Levina Natalya Nazarova | 3:23.88   | BLR Bielorrússia Natalya Sologub Anna Kozak Ilona Usovich Svetlana Usovich | 3:29.96   | ROU Romênia Angela Morosanu Alina Râpanu Maria Rus Ionela Târlea | 3:30.06   |
| Salto em distância detalhes | RUS Tatyana Lebedeva                                                           | 6,98 m    | RUS Tatyana Kotova                                                         | 6,93 m    | SWE Carolina Klüft                                               | 6,92 m    |
| Salto triplo detalhes       | RUS Tatyana Lebedeva                                                           | 15,36 m   | SUD Yamilé Aldama                                                          | 14,90 m   | GRE Hrysopiyí Devetzí                                            | 14,73 m   |
| Salto em altura detalhes    | RUS Yelena Slesarenko                                                          | 2,04 m    | RUS Anna Chicherova                                                        | 2,00 m    | CRO Blanka Vlašić                                                | 1,97 m    |
| Salto com vara detalhes     | RUS Yelena Isinbayeva                                                          | 4,86 m    | USA Stacy Dragila                                                          | 4,81 m    | RUS Svetlana Feofanova                                           | 4,70 m    |
| Arremesso de peso detalhes  | RUS Svetlana Krivelyova                                                        | 19,90 m   | CUB Yumileidi Cumbá                                                        | 19,31 m   | GER Nadine Kleinert                                              | 19,05 m   |
| Pentatlo detalhes           | POR Naide Gomes                                                                | 4759 pts. | UKR Nataliya Dobrynska                                                     | 4727 pts. | LTU Austra Skujytė                                               | 4679 pts. |

## Quadro de medalhas
| Ordem | País                           |    |    |    |    |
| 1     | Rússia                         | 8  | 6  | 5  | 19 |
| 2     | Estados Unidos                 | 4  | 5  | 1  | 10 |
| 3     | Etiópia                        | 2  | 1  | 1  | 4  |
|       | Suécia                         | 2  | 1  | 1  | 4  |
| 5     | Quénia                         | 2  |    | 1  | 3  |
| 6     | Jamaica                        | 1  | 2  | 2  | 5  |
| 7     | Ucrânia                        | 1  | 2  | 1  | 4  |
| 8     | Chéquia                        | 1  | 1  | 1  | 3  |
| 9     | Canadá                         | 1  | 1  |    | 2  |
|       | Portugal                       | 1  | 1  |    | 2  |
| 11    | Bahamas                        | 1  |    | 1  | 2  |
|       | Grã-Bretanha                   | 1  |    | 1  | 2  |
| 13    | Granada                        | 1  |    |    | 1  |
|       | Moçambique                     | 1  |    |    | 1  |
|       | África do Sul                  | 1  |    |    | 1  |
| 16    | Bielorrússia                   |    | 2  | 1  | 3  |
| 17    | Brasil                         |    | 1  | 1  | 2  |
| 18    | Bahrein                        |    | 1  |    | 1  |
|       | Bélgica                        |    | 1  |    | 1  |
|       | China                          |    | 1  |    | 1  |
|       | Eslovénia                      |    | 1  |    | 1  |
|       | Sudão                          |    | 1  |    | 1  |
| 23    | Cuba                           |    |    | 2  | 2  |
|       | Grécia                         |    |    | 2  | 2  |
|       | Roménia                        |    |    | 2  | 2  |
| 26    | Croácia                        |    |    | 1  | 1  |
|       | República Democrática do Congo |    |    | 1  | 1  |
|       | Dinamarca                      |    |    | 1  | 1  |
|       | França                         |    |    | 1  | 1  |
|       | Alemanha                       |    |    | 1  | 1  |
|       | Irlanda                        |    |    | 1  | 1  |
|       | Lituânia                       |    |    | 1  | 1  |
| TOTAL | TOTAL                          | 28 | 28 | 30 | 86 |

Legenda
| Recorde mundial       | Recorde mundial (World record)               |                       | Recorde africano                      | Recorde africano (African) |                                           | Q | Classificado por posição (Qualified) |
| Recorde do campeonato | Recorde do campeonato (Championship record)  | Recorde da América    | Recorde da América (Americas)         | q                          | Classificado por melhor tempo (Qualified) |   |                                      |
| Melhor marca do ano   | Melhor marca do ano (World leading)          | Recorde asiático      | Recorde asiático (Asian)              | DNS                        | Não largou (Did not start)                |   |                                      |
| Recorde nacional      | Recorde nacional (National record)           | Recorde europeu       | Recorde europeu (European)            | DNF                        | Não terminou (Did not finish)             |   |                                      |
| Recorde pessoal       | Recorde pessoal do atleta (Personal best)    | Recorde da Oceania    | Recorde da Oceania (Oceania)          | DSQ / DQ                   | Desclassificado (Disqualified)            |   |                                      |
| Recorde da temporada  | Recorde da temporada do atleta (Season best) | Recorde sul-americano | Recorde sul-americano (South America) | NM                         | Sem marca (No mark)                       |   |                                      |